# Білий лицар
«Білий лицар» (англ. «White Knight») або «Всесвіт Мерфі» (англ. «Murphyverse») — франшиза коміксів зі спільним всесвітом від Шона Мерфі, натхненна оригінальними коміксами DC Comics про Бетмена, мультсеріалом «Бетмен: Анімаційні серії» та іншими адаптаціями міфології персонажа на екранах.
Улітку 2017 року була анонсована перша серія коміксів франшизи — «Бетмен: Білий лицар», випуск якої стартував восени того ж року, закінчився весною наступного. Серія отримала дуже позитивні відгуки та стала популярною. Продовження, «Бетмен: Прокляття Білого лицаря», стартувало у липці 2019 року, на разі все ще триває випуск серії. Ван-шот «Вон Фріз» запланований на 20 листопада.

## Історія
7 липня 2017 року була анонсована обмежена серія «Бетмен: Білий лицар» — зі сценарієм та малюнком від Шоном Мерфі, кольором від Метта Голлінґсворта та шрифтом Тодда Кляйна, опублікована DC Comics. Перший випуск вийшов 4 жовтня того ж року. Останній — 9 травня наступного. Серії спочатку планувалась як історія зі сімома випусками, але була розширена до восьми випусків після випуску першого випуску. Книга у м'якій обкладинці, яка збирає усі вісім випусків, була випущена 9 жовтня 2018 року. Згодом вийшла ще одна збірка, яка стала першим графічним романом, опублікованим під імпринтом DC Black Label.
Основна ідея Мерфі для серії полягала у тому, щоб поміняти ролями Бетмена і Джокера, зображуючи Джокера як героя, а Бетмена як лиходія. Також його мета полягала у тому, щоб зобразити більш реалістичний погляд на Ґотем-сіті, де злочинність не може бути зупинена кулаками, тобто методами Бетмена. Це змусило його перетворити Джокера в політика, який використовує свій інтелект і харизму, щоб завоювати довіру людей Ґотему. Видавництво DC Comics не мало проблем з ідеями Мерфі, наприклад: деякі зміни канону та історії Бетмена. Адже серія мала окрему історію від усіх минулих, та започаткувала новий всесвіт. Однак зміст для дорослих, такий як нагота і ненормативна лексика, які Мерфі мав намір включити, не були дозволено. Навіть у збірці серії від імпринту для дорослих - DC Black Label.
«Бетмен: Білий лицар» був прихильно прийнятий критиками. Продажі серії були набагато вище очікувань. Випуск #1 отримав чотири додруки, #2 — три, #3 та #4 — два. Що для американського ринку коміксів та видавництва DC Comics є рідкістю, через великі тиражі. Комікс часто з'являвся як один з десяти найбільш продаваних коміксів протягом декількох місяців публікації.
У січні 2018 року Шон Мерфі підтвердив, що у нього є плани на другий і третій комікс у франшизі «Білого лицаря». У вересні того ж року було анонсоване пряме продовження першої серії — «Бетмен: Прокляття Білого лицаря», перший випуск якої вийшов 24 липня 2019 року.
16 серпня 2019 року було анонсовано перший спін-офф основної серії франшизи, а саме ван-шотний комікс про Містера Фріза — «Вон Фріз», випуск якого запланований на 20 листопада.

## Комікси
| Назва                             | Випуски    | Вид            | Стр | Дата публікації                 |
| --------------------------------- | ---------- | -------------- | --- | ------------------------------- |
| «Бетмен: Білий лицар»             | #1-8       | Обмежена серія | 232 | 4 жовтня 2017 — 9 травня 2018   |
| «Бетмен: Прокляття Білого лицаря» | #1-8       | Обмежена серія | Н/Д | 24 липня 2019 — 24 березня 2020 |
| «Вон Фріз»                        | «Вон Фріз» | Ван-шот        | 56  | 20 листопада 2019               |

## Синопсиси

### Бетмен: Білий лицар
У світі, де Клоун-Принц Злочинності вилікувався від божевілля, чоловік, відомий як Джек Нап'єр, поставив собі мету вилікувати місто, яке колись тероризував. Після примирення зі своєю багатостраждальною партнеркою, Гарлі Квінн, він запускає докладно сплановану кампанію з дискредитації єдиної особи, яку він вважає справжнім ворогом Ґотема — Бетмена. Його хрестовий похід викриває корупцію, що панувала в поліційному департаменті Ґотем-сіті десятки років. Нап'єр стає депутатом міськради та народним героєм. Та коли гріхи його минулого повертаються й загрозливо нависають над усім, чого він досяг, різниця між рятівником і нищівником починає тріщати по швах як для Джокера, так і для Бетмена — а разом із нею й надія на майбутнє Ґотема.

### Бетмен: Прокляття Білого лицаря
Джокер вербує Азріела, щоб той допоміг йому розкрити приголомшливий секрет зі спадщини сім'ї Вейнів — і опустити Ґотем-сіті в землю. Коли Бетмен кидається захищати місто і своїх близьких від небезпеки, таємниця його предків розплутується, завдаючи нищівного удару Темному лицареві. Захопливі нові лиходії й несподівані союзники зіткнуться в цій незабутній главі саги про Білого лицаря — і правда про пролиту ними кров потрясе Ґотем до глибини душі!

### Вон Фріз
У ніч  народження Брюса Вейна Віктор Фріз повинен втрутитися, щоб врятувати життя Марти Вейн і майбутнього Бетмена. У міру того як вечір розгортається, Віктор відволікає Томаса неймовірною історією про свої власні фігури батька — перший це нацист, інший це єврей — і їх складного зв'язку з лабораторіями Вейна. Коли Третій Рейх з ревом приходить до влади, глибока дружба і робочі відносини між бароном фон Фрісом і його партнером з досліджень Джейкобом Смітштейном переживають кризу. За наказом Гіммлера, щоб прискорити розвиток їх кріотехнології на службі світового панування, Смітштейн змушений ховатися і компрометувати свій моральний кодекс, щоб врятувати свою дружину і малу доньку Нору від переслідування і неминучої смерті. Коли СС посилює спостереження за проєктом, молодий Віктор починає сумніватися в істинній відданості свого батька. Обидві сім'ї рухаються до неможливого вибору і зловісного протистояння, і Віктор укладає договір зі Смітштейном, який коливатиметься через покоління.

## Персонажі
- Брюс Вейн (Бетмен)[ПП 1] — захисник Ґотема від злочинності та самосудник. Бетмен схильний до майже психотичних припадків люті, яка змушує його застосувати надмірне насильство та робити пошкодження на величезні суми.
- Джек Нап'єр[A 1] / Джокер[ПП 2][A 2][A 3][A 4] — Джокер є нарцисистом, який страждає на дистимію і шизоїдний розлад особистості, також вважається, що хімічний дисбаланс погіршив його психічне здоров'я. Нап'єр вживає невідомий препарат, який відновлює його розум як антипсихотичний засіб. Цей препарат також є стероїдом. Після здачі тесту на IQ Леслі Томпкінс підтвердила, що Нап'єр набрав "набагато вище рівня генія".
- Гарлін Квінзель (Гарлі Квінн I)[ПП 3] — колишня дівчина Джека Нап'єра / Джокера, яка думала покинути його після багатьох років його жорстоких вчинків й усвідомлення, що він любить лише Бетмена і ніколи не полюбить її по-справжньому. Врешті-решт, вона покинула його, після того як він, ймовірно, вбив Джейсона Тодда. Згодом, як Гарлі пішла, інша дівчина потрапила у життя Джокера, роблячи вигляд, що вона і є Гарлі, імітуючи її персону. Джокер навіть не помітив, що ця самозванка — не справжня Гарлі Квінн. Роками пізніше, після вилікування Джека Нап'єра від його божевілля, він повернувся до фальшивої Гарлі і запропонував їй вийти заміж за нього, залишивши її збентеженою. І саме тут повернулась справжня Гарлі та вирубила й вигнала самозванку, після чого пояснила чому вона пішла тоді від винного Нап'єра, перш ніж знову приєднатися до нього у своєму хрестовому поході: стати героєм на "99%" та знищити Бетмена, принизивши його в очах громадськості.
- Маріан Дрюз (Гарлі Квінн II) — після того, як оригінальна Гарлі Квінн пішла від Джокера, Маріан Дрюз прокралась під її образом у життя Джокера. Джокер навіть не помітив, що ця дівчина не була справжньою Гарлі. Роками пізніше, після видужання від божевілля Джокера, він знайшов Дрюз і запропонував їй свою руку та серце, залишивши її збентеженою. Тоді ж з'явилася справжня Гарлі, яка вигнала самозванку Дрюз без свідомості. Незадоволена Дрю змінила свій вигляд і взяла на себе образ Джокера як Нео-Джокерка, що виступає в ролі "заміни", поки не повернувся "справжній" Джокер.
- Барбара Ґордон (Бетдівчина)[ПП 4]
- Дік Ґрейсон (другий Робін, Найтвінґ)[ПП 5]
- Джейсон Тодд (перший Робін)[ПП 6] — оригінальний Робін, що поділяв стосунки батька-сина з Бетменом. Ревнивий Джокер заздрив тому, що Робін був ближчим до Бетмена, ніж він будь-коли, тому клоун викрав Джейсона і катував його з вимогою розкрити особистість людини під маскою Бетмена. Гарлі Квінн не витримала жорстокості та намірів Джокера до хлопця, тому розповіла усе Бетмену, але до того моменту, як він приїхав, Джейсона вже не було, його вважали вбитим Джокером, але тіла так і не було знайдено. На пустому місці поруч з могилами Томаса та Марти Вейнів було поставлено надгробок з іменем Джейсона. Через роки Джек Нап'єр (тимчасово здорова версія Джокера) зізнався, що справді сталося тієї ночі. Джейсон витримав усі тортури, проте коли Джокер вирішив покінчити з цим, він притис ножем до горла Джейсона і попросив останні його слова. Зламаний, Джейсон слізно відповів: "Якби ж то я не знав Брюса Вейна". Тоді Джокер дозволив Робіну звільнитися, але замість того, щоб повернутися додому, Джейсон покинув Ґотем, змусивши Брюса повірити, що хлопець мертвий. Подальша доля Джейсона невідома.
- Альфред Пенніворт[ПП 7] — дворецький Брюса Вейна і чоловік, який допоміг йому виростити Джейсона Тодда та Діка Ґрейсона, двох підлітків, взятих Бетменом собі у помічники. Кілька років по-тому Альфред захворів через неназвану хворобу, яка змушує його залишатися в ліжку, спати й бути поміщеним під медичний вентилятор. Завдяки технології Містера Фріза Бетмен був здатний уповільнити погіршення стану Альфреда, але не зміг знайти спосіб врятувати його. Одного разу, коли Бетмен повертався до Бет-печери, поранений після того, як будівля звалилася на нього зверху, він втрачає свідомість. Альфред, який був свідком цього, з останніх сил зайнятися ранами Бетмена. Після цього він ледь встигає написати лист для Бетмена перед смертю на стільці біля ліжка з несвідомим Брюсом. Альфред володів медичною наукою, військовою дисципліною та стрільбою з лука.
- Віктор Фріз (Містер Фріз)[ПП 8] — десятиліттями тримав дружину у криостазі, працюючи над ліками проти синдрому Мак-Ґреґора, від якого вона помирала. Він весь цей час (протягом 50 років) утримував себе від старіння, використовуючи кріо-костюм. Одного разу до нього звернувся Бетмен, він же Брюс Вейн, щоб Фріз допоміг йому врятувати присмертного дворецького Альфреда. Фріз деякий час працював з Брюсом, пізніше використовуючи Барбару Ґордон як його лаборантку. Під час одного експерименту Фріз випробував сироватку крові, яка повинна була вивести людей з криостазу, в результаті чого його організм повернувся до свого справжнього біологічного віку — вісімдесяти років. Зрозумівши, що миші, на яких він експериментував, померли, і що вони все ще не змогли вилікуватись від синдрому Мак-Ґреґора, Фріз опинився у розпачі перед цистерною, в якій перебувала його коматозна дружина — Нора Фріз. Після купання у кріо-хімічних речовинах біологія Фріза була змінена, змушуючи клітини шкіри захоплювати й зберігати холод навколо себе. Це призводить до того, що температура його тіла досягає -5 градусів за Цельсієм. Через надзвичайно низьку температуру тіла Фріза все, з чим його шкіра стикається — замерзає. Кріохімікати, в яких він купався, призначалися для криостази, тобто він не старіє або старіє з надзвичайно повільною швидкістю.

## Творча команда
Далі наведено список основних та причетних творців коміксів франшизи «Білий лицар».
| Посада    | «Бетмен: Білий лицар» (2017-2018) | «Бетмен: Прокляття Білого лицаря» (2019-2020) | «Вон Фріз» (2019)       | Batman: White Knight Vol. 3 (2020-) |
| --------- | --------------------------------- | --------------------------------------------- | ----------------------- | ----------------------------------- |
| Сценарист | Шон Мерфі                         | Шон Мерфі                                     | Шон Мерфі               | Шон Мерфі                           |
| Художник  | Шон Мерфі                         | Шон Мерфі                                     | Клаус Дженсон           | Шон Мерфі                           |
| Колорист  | Метт Голлінґсворт                 | Метт Голлінґсворт                             | Метт Голлінґсворт       | Метт Голлінґсворт                   |
| Шрифти    | Тодд Кляйн                        | AndWorld Design                               | AndWorld Design         | AndWorld Design                     |
| Редактори | Марк Дойл, Меґґі Говелл           | Марк Дойл, Меґґі Говелл                       | Марк Дойл, Меґґі Говелл | Марк Дойл, Меґґі Говелл             |

## Хронологія
| Рік  | Подія                                                                               |
| ---- | ----------------------------------------------------------------------------------- |
| 1945 | Томасу Вейну 32 роки. Кінець Другої світової війни.                                 |
| 1962 | Томасу Вейну 49 років. Народжується Брюс Вейн.                                      |
| 1968 | У свої 30 років Вон Фріз одружується.                                               |
| 1969 | Томас та Марта Вейн вмирають. Народжується Джек Нап'єр. Брюсу 7 років. Альфреду 31. |
| 1981 | Народження Діка Ґрейсона.                                                           |
| 1988 | Джек Нап'єр приїздить у Ґотем, йому 19 років.                                       |
| 1989 | Джек, у свої 20 років створює собі образ Джокера. Брюсу 27 років.                   |
| 1994 | Народження Барбари Ґордон. Джейсон Тодд захоплений у полон та катований Джокером.   |
| 1996 | Дік стає другим Робіном у свої 15 років.                                            |
| 2017 | Джокер виліковується. Фріз старіє до 79 років. Альфред умирає у свої 79 років.      |
| 2018 | Бетмена захопили. Діку 37 років, Барбарі 24.                                        |

| Рік випуску | Комікс                                 |
| ----------- | -------------------------------------- |
| 2017-2018   | «Бетмен: Білий лицар» #1-8             |
| 2018-2019   | «Бетмен: Прокляття Білого лицаря» #1-6 |
| 2019        | «Вон Фріз»                             |
| 2019-2020   | «Бетмен: Прокляття Білого лицаря» #7-8 |

## Натхнення та оммажі
- Мерфі дав Джокеру справжнє ім'я у Білому лицарі - Джек Нап'єр, це оммаж на фільм Тіма Бертона 1989 року про Бетмена, «Бетмен», в якому Джокер (якого зіграв Джек Ніколсон) має аналогічне ім'я.[10]
- Так само як фільм 1989 року, так і трилогія «Темний лицар» Крістофера Нолана - надихнули творця коміксу на дизайни Бетмобілів у Білому лицарі.[11]
- Один підсюжет серії Білий лицар має одного з антагоністів міфології Бетмена, що використовує заморожуючий промінь, щоб покрити велику частину Ґотем-сіті кригою, це оммаж на фільм «Бетмен і Робін» (1997 року).[12]